# Audi Allroad Quattro Concept
El Audi Allroad Quattro Concept es un prototipo de automóvil todoterreno basado en el Audi A6 avant. Fue diseñado por la fábrica alemana Audi y presentado en 2005.

## Características
Entre otras cosas, posee un sensor óptico que reconoce el estado de la pista, modulando así la suspensión y las condiciones de manejo.
Puede viajar a 250 km/h, y acelera de 0 a 100 km/h en 6,4 segundos. Tiene una Potencia de 290 HP a 3200 rpm y un Torque máximo de 650 Nm a 1600-3000 rpm. El motor es un V8 turbo diesel de 3936 cc y 32 válvulas en posición delantera.